# Zoltán Rónai

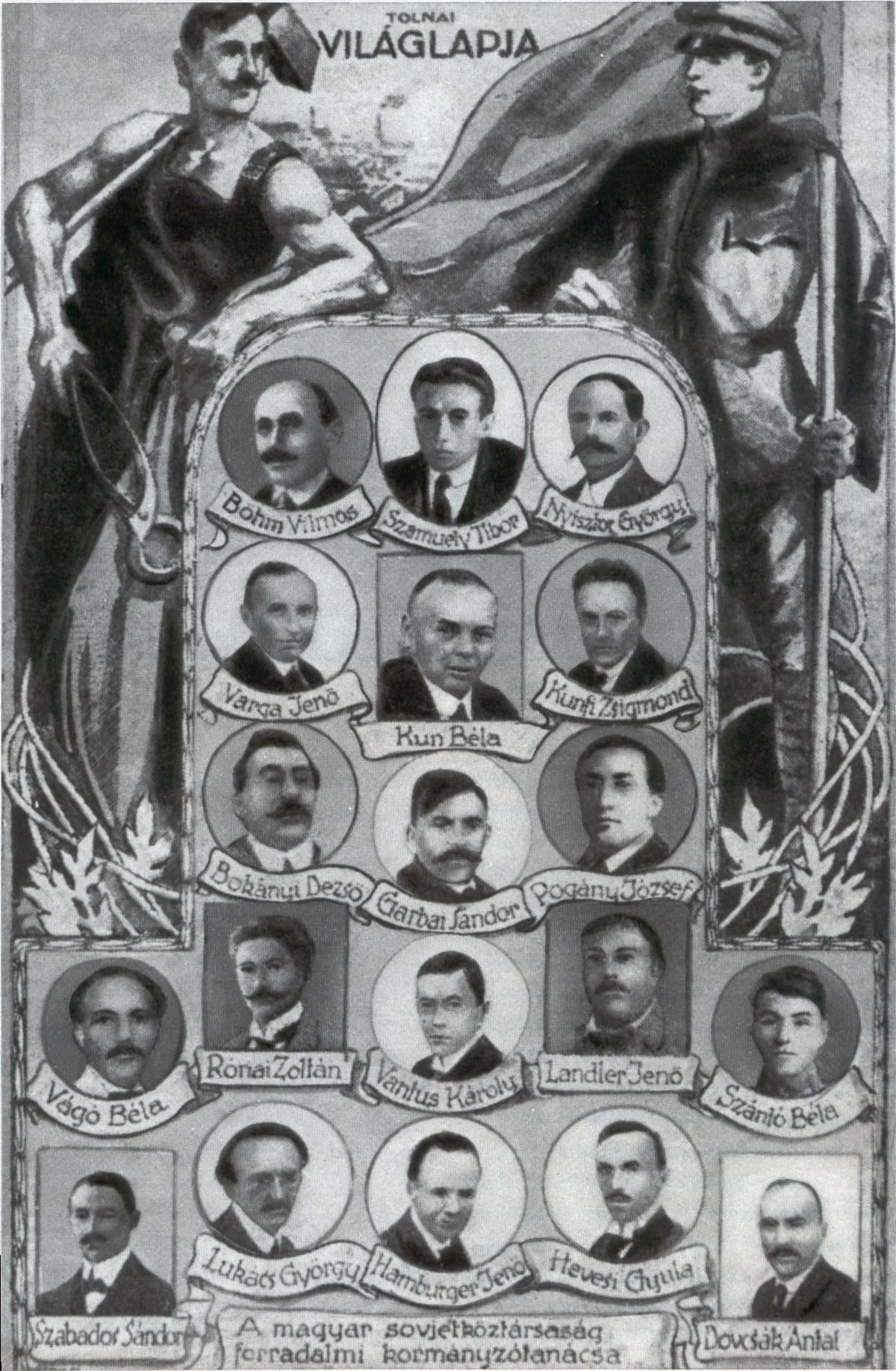
Ungarische Räteregierung 1919.
Rónai in der vierten Reihe

Zoltán Rónai (geboren 16. August 1880 in Budapest, Österreich-Ungarn; gestorben 17. Mai 1940 in Brüssel) war im Jahr 1919 Justizminister der ungarischen Räterepublik.

## Leben
Zoltán Rónai war jüdischer Herkunft, der Familienname Rosenthal seiner Eltern wurde magyarisiert. Er promovierte in Rechtswissenschaft und schrieb als Journalist für die Tageszeitung Népszava der Ungarischen Sozial-Demokratischen Partei (MSZDP). Ihr Chefredakteure waren Ernő Garami (1876–1935) und Zsigmond Kunfi (1879–1929), deren politischen Kurs Rónai unterstützte.
Als nach dem Ende des Ersten Weltkriegs die erste republikanische Regierung Ungarns unter Mihály Károlyi zurücktrat, sorgte Kunfi am 24. Juni 1919 für Rónais Eintritt in den Revolutionsrat der Ungarischen Sozialistischen Räterepublik als Justizkommissar. Die Räteregierung Béla Kuns wurde bereits im August 1919 von rumänischen Truppen aus Budapest vertrieben. Rónai entging der Verhaftung und floh nach Österreich. In Wien arbeitete Rónai für die Zweieinhalbte Sozialistische Internationale und schrieb unter dem Pseudonym Zoltán Vándor in der ungarischen Zeitschrift Szocializmus. Außer in Wien hielt er sich auch in Paris und Brüssel auf.
Nach dem Anschluss Österreichs an das Deutsche Reich 1938 floh er nach Brüssel. Bei der deutschen Besetzung Belgiens 1940 beging Rónai Suizid.
Sein Neffe Gyula Márton Pereszlenyi war ebenfalls aus Wien nach Brüssel geflohen. Er gelangte nach Großbritannien, wo er nach dem Krieg unter dem Namen Martin Esslin als Rundfunkredakteur der BBC und Theatertheoretiker Bedeutung erlangte.

## Schriften
- Siegmund Kunfi: Gestalten und Ereignisse. – Die Neugestaltung der Welt. Ausgewählte Aufsätze. Herausgegeben von Julius Braunthal. Mit einem Lebensbild Kunfis von Zoltan Ronai. 2 Bände. Verlag der Wiener Volksbuchhandlung, Wien 1930, DNB